# Agua del Machete
Agua del Machete är en ort i Mexiko.   Den ligger i kommunen Pahuatlán och delstaten Puebla, i den sydöstra delen av landet, 140 km nordost om huvudstaden Mexico City. Agua del Machete ligger 1 247 meter över havet och antalet invånare är 292.
Terrängen runt Agua del Machete är bergig västerut, men österut är den kuperad. Runt Agua del Machete är det ganska tätbefolkat, med 230 invånare per kvadratkilometer. Närmaste större samhälle är Huauchinango, 18,6 km sydost om Agua del Machete. I omgivningarna runt Agua del Machete växer i huvudsak blandskog.